# Skeleton ai II Giochi olimpici giovanili invernali - Singolo maschile
Nello skeleton ai II Giochi olimpici giovanili invernali la gara del singolo maschile si è disputata il 19 febbraio a Lillehammer, in Norvegia, sulla pista Lillehammer Olympiske Bob- og Akebane.
Hanno preso parte alla competizione 20 atleti rappresentanti 15 differenti nazioni. La medaglia d'oro è stata conquistata dal russo Evgenij Rukosuev, davanti al norvegese Alexander Hestengen, medaglia d'argento, e al tedesco Robin Schneider, bronzo.

## Classifica di gara
| Pos. | Atleta                  | Nazione       | 1ª manche | 2ª manche | Totale  | Distacco |
| ---- | ----------------------- | ------------- | --------- | --------- | ------- | -------- |
|      | Evgenij Rukosuev        | Russia        | 53"92     | 53"38     | 1'47"30 | —        |
|      | Alexander Hestengen     | Norvegia      | 53"99     | 53"95     | 1'47"94 | +0"60    |
|      | Robin Schneider         | Germania      | 54"02     | 54"08     | 1'48"10 | +0"80    |
| 4    | Krists Netlaus          | Lettonia      | 54"09     | 54"09     | 1'48"18 | +0"88    |
| 5    | Florian Heinrich        | Germania      | 54"32     | 54"28     | 1'48"60 | +1"30    |
| 6    | Samuel Maier            | Austria       | 54"60     | 54"35     | 1'48"95 | +1"65    |
| 7    | Ališer Mamedov          | Russia        | 54"57     | 54"54     | 1'49"11 | +1"81    |
| 8    | Jung Seung-gi           | Corea del Sud | 54"51     | 54"86     | 1'49"37 | +2"07    |
| 8    | Vladyslav Heraskevyč    | Ucraina       | 54"70     | 54"67     | 1'49"37 | +2"07    |
| 10   | Martin Stampfer         | Austria       | 54"73     | 54"85     | 1'49"58 | +2"28    |
| 11   | Kindrick Carter         | Stati Uniti   | 55"16     | 54"95     | 1'50"11 | +2"81    |
| 12   | Kevin Akeret            | Svizzera      | 55"35     | 55"09     | 1'50"44 | +3"14    |
| 13   | Mitchell Jones          | Stati Uniti   | 55"43     | 55"61     | 1'51"04 | +3"74    |
| 14   | Mihail Sebastian Enache | Romania       | 55"58     | 55"59     | 1'51"17 | +3"87    |
| 15   | Sho Gonai               | Giappone      | 55"63     | 55"71     | 1'51"34 | +4"04    |
| 16   | Mihai Razvan Trasnea    | Romania       | 55"73     | 56"21     | 1'51"94 | +4"64    |
| 17   | Zachary Lipinski        | Canada        | 55"81     | 56"26     | 1'52"07 | +4"77    |
| 18   | Bram Zeegers            | Paesi Bassi   | 56"54     | 56"16     | 1'52"70 | +5"40    |
| 19   | Robert Barbosa Neves    | Brasile       | 57"47     | 57"79     | 1'55"26 | +7"96    |
| 20   | Peng Lin-wei            | Taipei cinese | 57"83     | 57"72     | 1'55"65 | +8"35    |

Data: Domenica 19 febbraio 2016

Ora locale 1ª manche: 09:40

Ora locale 2ª manche: 11:30

Pista: Lillehammer Olympiske Bob- og Akebane

Legenda:
- DNS = non partito (did not start)
- DNF = prova non completata (did not finish)
- DSQ = squalificato (disqualified)
- Pos. = posizione
- in grassetto: miglior tempo di manche